# Nebeský potok
Der Nebeský potok (deutsch Weiherbach) ist ein linker Nebenbach von Slatinný potok (deutsch Forellenbach/Seebach/Schladabach) im tschechischen Teil des Fichtelgebirges. Der Bach ist 6 Kilometer lang und entwässert ein Gebiet von 8,69 km².

## Quelle
Der Nebeský potok entspringt in 682 m.n.m. in Nebesa (deutsch Himmelreich), dem Ortsteil der Stadt Aš (deutsch Asch), und dreht dann in südöstliche Richtung in den Slatinný les (deutsch Gärberhau).

## Verlauf
Er durchfließt den Slatinný les, unterfließt die Staatsstraße I/64 und mündet nach hauptsächlich südöstlichem Verlauf in 526 m.n.m. bei Lipná (deutsch Lindau), dem Ortsteil der Gemeinde Hazlov (deutsch Haslau), in den Slatinný potok (deutsch Forellenbach/Seebach/Schladabach).

## Nebenflüsse
Neben vielen kleinen Zuflüssen ist der markanteste Nebenfluss der rechtsseitige Ostrožský potok.